# یاس صورتی
یاس صورتی (نام علمی: Jasminum polyanthum) نام یک گونه از سرده یاسمین است.
گیاهی همیشه سبز بومی جنوب و جنوب شرق آسیا بوده و در کوه‌های چین زیاد است. می‌توان گفت این گونه خوشبو و معطرترین گل در این خانواده است. این گیاه تولید فراوانی از جوانه گل صورتی مایل به قرمز در اواخر زمستان و اوایل بهار دارد که به دنبال آن گل‌های ستاره‌ای پنج پر معطر که در حدود ۲ سانتی‌متر قطر دارند نمایان می‌شود. این گیاه دارای برگ‌های مرکب با ۵ تا ۷ برگچه که به رنگ سبز تیره در سطح بالا و سبز روشن در سطح پایین‌تر می‌باشد. این گیاه بسته به نوع آب و هوا می‌تواند به ۶ متر در ارتفاع برسد. Jasminum Polyanthum برای اولین بار توسط Adrien René در سال ۱۸۹۱ معرفی شد. یاس صورتی، به علت رشد فوق‌العاده شاخه‌ها احتیاج به قیم دارد. پس از گلدار شدن آن می‌توان آن را به اتاق منتقل نمود. هرساله احتیاج به هرس شدید دارد به‌طوری‌که شاخه‌ها را به یک سوم باید کاهش داد، حذف ماهیانه سرشاخه‌ها جهت تحریک جوانه‌های جانبی و رشد آن‌ها لازم است.
یاس صورتی، به نور کامل و کافی احتیاج دارد اشعه مستقیم آفتاب در تابستان به گل‌ها صدمه وارد می‌نماید. درجه حرارت ۱۸بهترین درجه حرارت برای این گیاه است جریان ملایم هوا را دوست دارد. (بخصوص در تابستان) در زمستان گیاه را در درجه حرارت ۱۳ نگهداری کنید.
آبیاری: زمانی که گیاه غرق در گل است هر ۴ یا۵ روزابیاری نمایید در تابستان به هفتهای ۳ بار آبیاری نیاز داردخاک را همیشه مرطوب نگه داریدولی مواظب باتلاقی شدن ان باشید زهکش را همیشه بازدید کنید در زمستان با خشک شدن خاکهای سطحی آبیاری را شروع کنید. (به جز زمان گلدهی که به اب بیشتری احتیاج دارد.
رطوبت: در صورت خشک بودن هوا احتیاج به غبار پاشی روزانه داردگلها را از خیس شدن محفوظ نگه دارید جهت تأمین رطوبت پایدار گلدان را درون گلدانی بزرگتر قرار دادهو و حد فاصل بین ان دو را با خزه مرطوب پر نمایید.
تعویض گلدان: در اوایل بهار با تمام شدن گل‌ها پس از هرس شاخه‌های خشک گلدان را تعویض نمایید در صورت عدم امکان تعویض فقط به خارج کردن خاکهای سطحی گلدان و عوض نمودن ان با خاک نو و غنی اکتفا کنید.
تمیز نمودن برگ‌ها: غبار پاشی کافی است از موا براق‌کننده شیمیایی استفاده ننمایید
اگر مشاهده کردید برگ‌ها بد شکل و حشرات سبز رنگی روی آن‌ها مشاهده می‌شود:گیاه را با سم حشره کش نفوذی طبق دستور سم پاشی نموده تا حشرات از بین بروند. اگر مشاهده کردید برگ‌ها و غنچه‌ها قبل از باز شدن قهوهای می‌شوند:هوا خیلی گرم و خشک است گیاه را غبار پاشی نمایید.اگر گل‌ها باز نمی‌شوند: نور کافی نیست گیاه را به منطقه پر نور تری منتقل نمایید.اگر مشاهده کردید برگ‌ها سیاه شده‌اند: هوا سرد است گیاه را به محل گرمتری منتقل نمایید ممکن است این عارضه به علت استفاده از مواد براق‌کننده شیمیایی نیز باشد از آن‌ها استفاده ننمایید.